# Лыкова (деревня)
Лыкова — деревня в Болховском районе Орловской области. Входит в состав Однолуцкого сельского поселения. Население — 9 чел. (2010).

## География
Деревня находится в северной части Орловской области, в лесостепной зоне, в пределах центральной части Среднерусской возвышенности.
Уличная сеть представлена тремя объектами: Садовая улица, Центральная улица и Овражная улица.
Географическое положение: в 11 километрах от районного центра — города Болхов, в 47 километрах от областного центра — города Орёл и в 281 километре от столицы — Москвы.
Часовой пояс
Деревня Лыкова, как и вся Орловская область, находится в часовой зоне МСК (московское время). Смещение применяемого времени относительно UTC составляет +3:00.

## Население
| 2010 |
| ---- |
| 9    |

## Инфраструктура
Рядом с деревней проходит автодорога 54К-1.